# Georg Carl von Döbeln
Le baron Georg Carl von Döbeln, né au manoir de Skora Torpa, près de Skaraborg en Westrogothie, le 29 avril 1758 et mort le 16 février 1820 à Stockholm, est un général suédois, dont le nom est lié à la guerre russo-suédoise de 1788-1790.

## Biographie

### Jeunesse
Le baron von Döbeln est le fils de Johan Jakob von Döbeln, issu de la petite noblesse d'origine allemande, et de son épouse, née Anna Maria Lindgren. Il est orphelin de père à seulement huit ans et entre plus tard à l'académie militaire de Karlskrona, sa famille préférant pourtant la carrière juridique. Il étudie d'ailleurs la jurisprudence pendant deux ans. Il fait à vingt ans sa demande pour devenir officier au corps d'infanterie de Sprengtporten et devient sous-lieutenant.

### Période française
Comme beaucoup de jeunes gens de la noblesse européenne de l'époque, Döbeln a soif d'aventure lointaine. Aussi décide-t-il de s'engager pour la guerre d'indépendance américaine des Treize colonies en 1780. Il part donc pour la France, mais reste à Paris pendant un an. Finalement, il rejoint le régiment du comte de La Marck et obtient une lettre de recommandation de Franklin. Cependant le régiment est requis pour aller se battre aux Indes. pendant le long voyage, Döbeln consigne dans son Journal toutes ses impressions et ses descriptions des peuplades qu'il rencontre. Le périple dure un an, riche d'aventures, mais le navire L'Amitié est aussi la proie de maladies. Dès sa sortie du port de Brest, il est attaqué par la marine anglaise et doit y retourner pour réparations. Döbeln prend part à la bataille de Gondelour, où il est blessé à la jambe. Il est nommé capitaine pour sa bravoure au combat, puis retourne en France dans un voyage de six mois avec le comte de La Marck.

### Retour en Europe
Après cette expérience indienne, Döbeln retourne en Suède, mais il ne peut trouver de situation. Il avait contrarié Gustave III pendant son séjour à Paris, car il avait refusé de soutenir un rival du général de La Marck pendant un duel. Döbeln se rend donc en France et se joint à la garnison de Strasbourg où il s'engage pour un service de quatre ans. C'est alors qu'il fait une rencontre particulière pendant une permission dans le nord de la France au château de Raismes. Il y séjourne  pour se dédier à l'étude de cartes géographiques de la région et on lui assigne pour l'aider une personne qu'il qualifie de tout petit gentilhomme ; il s'agit de Napoléon Bonaparte.
Döbeln retourne en Suède lorsque la guerre russo-suédoise de 1788-1790 éclate. Il sert comme capitaine du régiment d'infanterie légère Savolax sous les ordres du colonel Stedingk. Il est blessé à la tête à la bataille de Porrasalmi, où les troupes suédoises sont dépassées en nombre par les Russes. C'est de cette époque qu'il porte toujours à la tête un foulard noir pour cacher sa blessure disgracieuse au front. D'aucuns attribuent son irascibilité à cette blessure. Il est nommé major et, pendant la période de paix entre la seconde et la troisième guerre russo-suédoise, il se consacre à l'exploitation de ses terres, puis il est assigné à la brigade Nylands en Finlande, alors province suédoise.

### Troisième guerre russo-suédoise

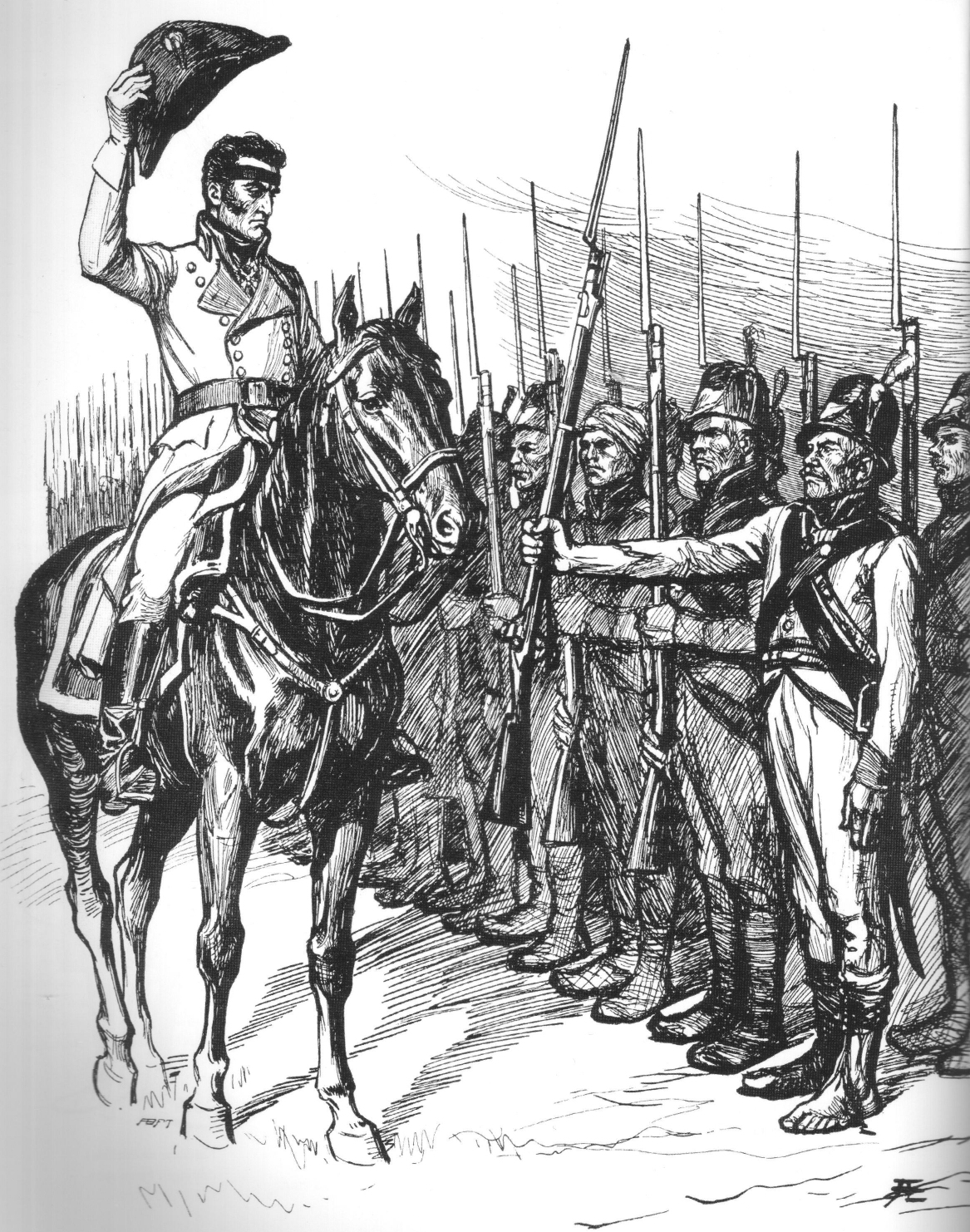
Döbeln à Jutas

Döbeln commande la garde arrière de la troisième brigade. Il combat courageusement Koulnev à Ypperi, près de Pyhäjoki et attaque le flanc droit des troupes russes à Lappo, à la suite de quoi il est décoré de l'ordre de l'Épée au grade de commandeur de la grande croix. Il contraint ensuite les troupes russes, alors qu'elles sont en surnombre, de se retirer après le combat de Kauhajoki. La légende rapporte la colère et l'audace de Döbeln pendant l'attaque, stimulé par les exactions et les crimes commis par les soldats russes sur les paysans. Lorsque les troupes russes s'avancèrent en première ligne, Döbeln hurla : « Allez en enfer, Russes pouilleux ! Vous aurez bientôt ce que vous méritez et si je dois tomber, c'est de vos os que l'on me fera un monument ! »
Son action la plus célèbre est celle de la bataille de Jutas du 13 septembre 1808 pendant la guerre de Finlande. Le général russe Kossatkhovski tente d'empêcher la retraite suédoise et Döbeln sauve la situation en attaquant l'ennemi de front avec son régiment Björneborg, puis il traverse la mer Baltique gelée jusqu'à l'île d'Åland et la terre ferme. Le jour suivant, l'armée suédoise, commandée par le général Adlercreutz, affronte les Russes à Oravais. La défaite suédoise aurait été définitive si Döbeln n'était intervenu. Il était avant la bataille dans un hôpital militaire et, à l'annonce de la prochaine attaque, sortit précipitamment de son lit pour aller au combat sur les côtes de Grisselhamn. Stockholm est définitivement sauvée et n'est pas envahie par les troupes du général Koulnev. Döbeln est nommé aussitôt major-général.
Cependant la Finlande est définitivement perdue pour la Suède après sept cents ans d'histoire commune et le discours de Döbeln aux troupes finlandaises est mémorable. Il disloque ses troupes près de la frontière norvégienne, après avoir déjoué l'avancée des troupes norvégiennes. Désormais le grand-duché de Finlande s'associe à la couronne impériale russe avec ses propres lois pendant plus d'un siècle.
Georg Carl von Döbeln est élevé au rang de baron suédois en 1809.

### Guerres napoléoniennes
Le baron von Döbeln reprend du service pendant les guerres napoléoniennes qui provoquent la naissance du sentiment national allemand, dont le peuple est divisé en plusieurs principautés et royaumes. Il commande les troupes suédoises stationnées dans le Mecklembourg et défend Hambourg assiégée par les troupes françaises. Les Anglais et les Danois viennent appuyer les Suédois, mais leur arrivée est tardive et elles sont mal commandées. Un ordre émanant du prince suédois Bernadotte empêche les manœuvres en Allemagne, à moins d'une supériorité numérique de un à trois. Le général Adlercreutz hésite à venir en aide à la ville de Hambourg, mais le général von Döbeln y envoie des troupes commandées par le général Boitje et, lorsque Bernadotte, qualifié de sauveur de l'Allemagne par la population accourue à Stralsund, remplace Adlercreutz par le général Stedingk, il intime à Döbeln de s'arrêter. Ce dernier contourne les ordres et Boitje réussit à repousser les Français et leurs alliés. La désobéissance du baron lui vaut la peine de mort, mais Bernadotte le gracie et sa peine est commuée en un emprisonnement à la forteresse de Vaxholm. Il écrit en prison à un parent qu'il veut continuer à combattre jusqu'à la fin de la guerre, à l'issue de laquelle il retournera de son plein gré en prison pour remplir sa peine. Bernadotte a connaissance de cette lettre et gracie le baron.
Il reçoit un bien feudataire en Poméranie suédoise en 1815 et l'année suivante il est nommé porte parole du conseil de guerre.

## Famille

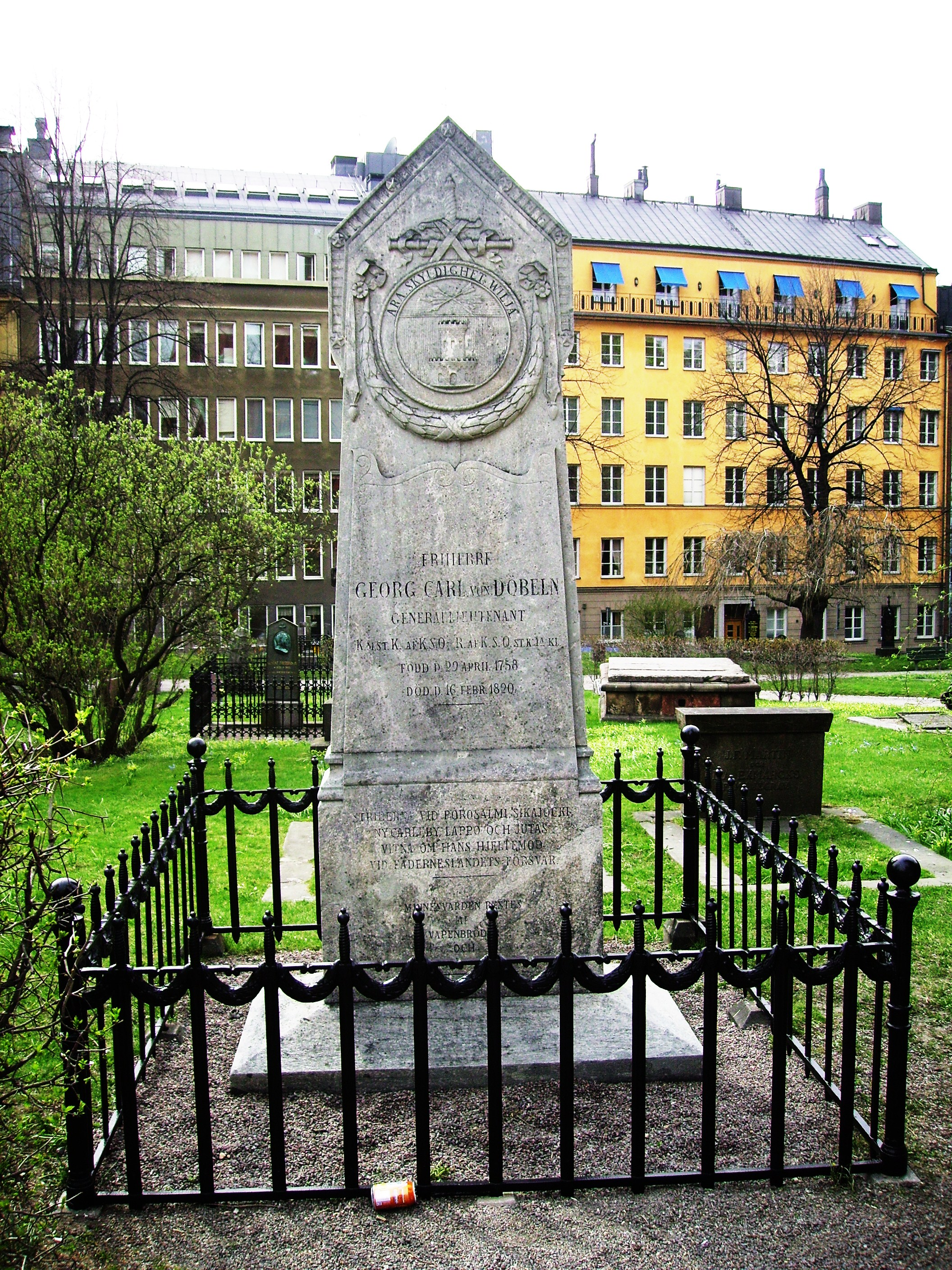
Tombe de Döbeln au cimetière Saint-Jean de Stockholm

Le baron von Döbeln épouse Katarina Kristina Üllström, dont il se sépare plus tard, et dont il a un fils dont le nom de baptême est Napoléon (1802-1847) en hommage à son ennemi l'empereur des Français qu'il admirait.
Il finit ses jours dans la solitude, oublié de ses contemporains, et vivant de ses maigres rentes. Pourtant sa légende va se forger plus tard, reprenant sa devise honneur, devoir et volonté, qui est adoptée par le régiment créé par lui Norra skånska. Ce général colérique, mais sentimental, était aimé de ses hommes qui admiraient son courage et sa technique guerrière innovante.
Johan Ludvig Runeberg l'a immortalisé dans son poème épique Döbeln à Jutas. Il a entretenu une correspondance avec la fameuse comtesse Piper.